# Victor G. Springer
Victor Gruschka Springer (* 2. Juni 1928 in Jacksonville, Florida, Vereinigte Staaten; † 18. September 2022) war ein US-amerikanischer Ichthyologe, dessen Forschungstätigkeit vornehmlich den Schleimfischartigen galt. Er war über mehrere Jahrzehnte Kurator der ichthyologischen Sammlung des National Museum of Natural History der Smithsonian Institution in Washington, D.C.

## Leben
Victor Gruschka Springer ist der Sohn des 1913 in die Vereinigten Staaten eingewanderten Österreichers Leon Gruschka, der noch im Jahr seiner Ankunft in die U. S. Army eintrat. Er nahm unter General John J. Pershing 1916 an der Mexikanischen Expedition teil und diente ab 1917 in den American Expeditionary Forces in Frankreich. Nach dem Ende des Ersten Weltkriegs bis 1919 war er als Mitglied der U.S. Coast Guard in Key West stationiert. Nach seiner Entlassung aus dem Militärdienst traf er in Jacksonville sein spätere Ehefrau Rae Dayan, die im heutigen Libanon geboren wurde und 1912 mit ihrer Familie in die Vereinigten Staaten gekommen war. Das Paar heiratete 1923.
Victor wuchs mit einer älteren Schwester in Jacksonville auf. Die Familie wurde von der Great Depression hart getroffen und der Vater war häufig beruflich unterwegs oder auf Arbeitssuche. Der junge Victor besserte sein spärliches Taschengeld durch eine Reihe von Jobs wie dem Ausliefern von Zeitungen oder dem Haustürvertrieb von Zeitschriften auf.
Das Wohnhaus der Springers lag in der Nähe des St. Johns River und direkt hinter dem Haus befand sich eine aufgelassene Schiffswerft aus dem Ersten Weltkrieg. Victor beschäftigte sich intensiv mit dem Fischen und mit der Erkundung der reichhaltigen Fauna des Brachgeländes. Gelegentlich besuchte die Familie Freunde in Miami, wo Victor angelte und das örtliche Schauaquarium besuchte. Später besuchte er auch das Marineland of Florida, eines der ersten Delfinarien der Welt.
1965 heiratete Victor G. Springer, aus der Ehe gingen zwei Töchter hervor. Er starb im September 2022.

## Wissenschaftliche Laufbahn
Nach dem Schulabschluss begann Victor zunächst ein Medizinstudium an der School of Medicine der Emory University in Atlanta, Georgia. Nach kurzer Zeit wurde ihm klar, dass die Medizin nicht seine Bestimmung war. 1948 bewarb er sich um einen Studienplatz in Meeresbiologie an der University of Miami. Die Forschung zur Lichtempfindlichkeit von Schiffsbohrmuscheln und Holzbohrasseln. Diese Forschungstätigkeit resultierte in seiner ersten wissenschaftlichen Publikation.
In Miami belegte Springer einen Kurs in Ichthyologie bei Luis R. Rivas. Springers Studium wurde 1950 durch einen zweijährigen Militärdienst im Koreakrieg unterbrochen, wo er Schreibtischtätigkeiten ausübte und im Süden des Landes zoologische Sammlungsexemplare fing und konservierte. Ein von ihm gesammelter Fisch wurde Jahre später von Petre Mihai Bănărescu und Teodor T. Nalbant als Abbottina springeri (heute Biwia springeri; Bănărescu & Nalbant, 1973) erstbeschrieben.
Nach der Rückkehr von seinem Einsatz in Korea nahm Springer sein Studium wieder auf. Zunächst beschäftigte er sich unter Anleitung des Meeresbiologen Gilbert L. Voss mit der Biogeographie und Mollusken. Als er einem Kommilitonen bei einer Übung zur Bestimmung von Schleimfischartigen (Blenniiformes) half, erwachte sein Interesse an dieser Ordnung. Er begann mit einer Revision der Gattungen Paraclinus und Stathmonotus. In diese Zeit fiel sein erster Besuch des National Museum of Natural History der Smithsonian Institution in Washington, D.C., in dessen Sammlung er die für seine Arbeit benötigten Exemplare fand.
Da die University of Miami damals kein Doktorandenstudium ermöglichte wechselte Springer an die University of Texas und promovierte unter Clark L. Hubbs zum Ph.D. Seine Doktorarbeit umfasste Revisionen der Gattung Malacoctenus und der atlantischen Arten der Gattung Labrisomus.
Springers weitere beruflichen Stationen waren Tätigkeiten bei verschiedenen Behörden. 1961 bekam er die Gelegenheit, im Auftrag der United States Navy im National Museum of Natural History eine Revision der Spatennasenhaie, Schlitzaugenhaie und Scharfnasenhaie durchzuführen. Auf diese Tätigkeit folgte eine Anstellung als stellvertretender Kurator der ichthyologischen Sammlung des Smithsonian. In den folgenden Jahrzehnten wurde er einer der weltweit führenden Spezialisten für Anatomie, Systematik und Biogeographie der Fische, mit dem Schwerpunkt der Erforschung der Schleimfischartigen (Blenniiformes). Springer trat 2005 als Curator emeritus der ichtyologischen Sammlung des National Museum of Natural History in den Ruhestand, setzte aber dort seine Forschungen bis zum Ausbruch der COVID-19-Pandemie  fort.

### Erstbeschreibungen (Auswahl)

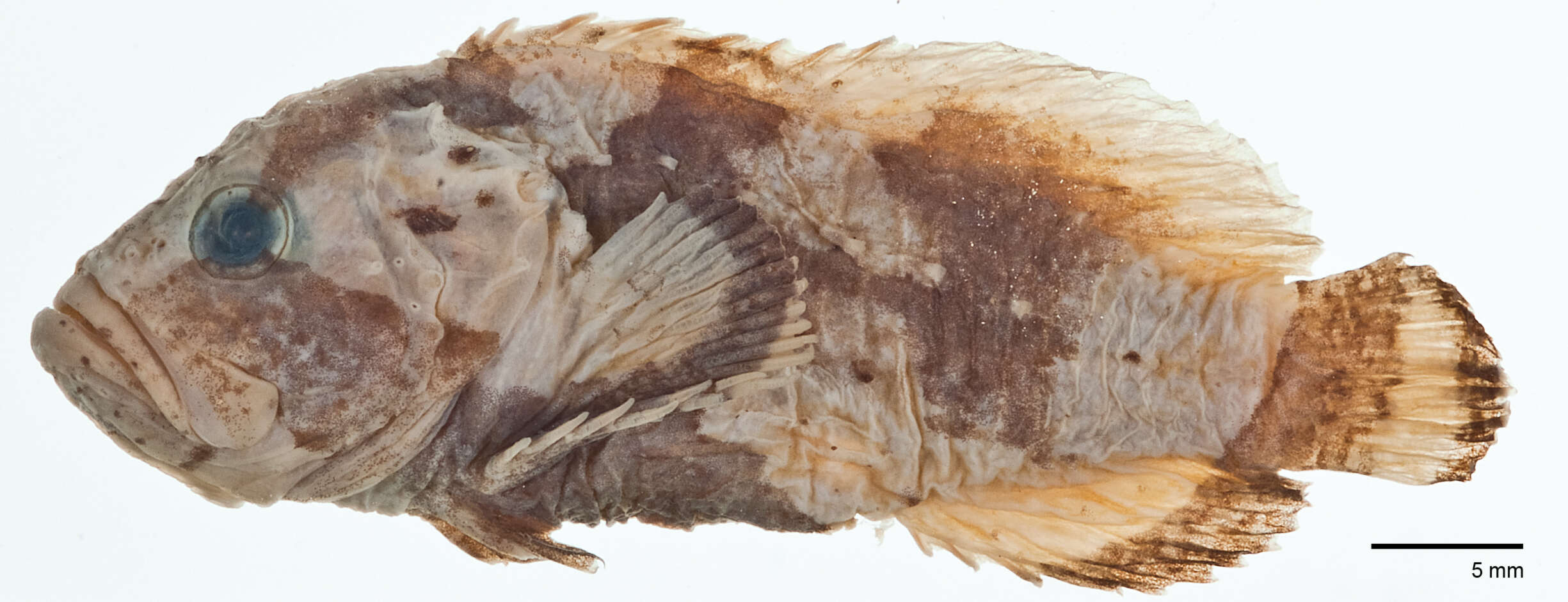
Eschmeyer nexus, Sammlungsexemplar

- Lateolabracidae Springer & Raasch, 1995 (Familie, nach den Internationalen Regeln für die Zoologische Nomenklatur nicht valide benannt)[5]

- Omobranchini Springer, 1968 (Tribus)
- Phenablenniini Springer & Smith-Vaniz, 1972 (Tribus)

Gattungen
- Alloblennius Smith-Vaniz & Springer, 1971
- Cirrisalarias Springer, 1976
- Crossosalarias Smith-Vaniz & Springer, 1976
- Dodekablennos Springer & Spreitzer, 1978
- Eschmeyer Poss & Springer, 1983
- Haptogenys Springer, 1972
- Larabicus Randall & Springer, 1973
- Lithobranchus Smith-Vaniz & Springer, 1971
- Medusablennius Springer, 1966
- Mimoblennius Smith-Vaniz & Springer, 1971
- Nannosalarias Smith-Vaniz & Springer, 1971
- Nemaclinus Böhlke & Springer, 1975
- Oman Springer, 1985
- Omox Springer, 1972
- Paralticus Springer & Williams, 1994
- Parenchelyurus Springer, 1972
- Phenablennius Springer & Smith-Vaniz, 1972
- Platygobiopsis Springer & Randall, 1992
- Rotuma Springer, 1988
- Tyson Springer, 1983

111 Arten in den Familien Blenniidae, Carcharhinidae, Chaenopsidae, Clinidae, Gobiesocidae, Gobiidae, Labridae, Labrisomidae, Poeciliidae, Pseudochromidae, Symphysanodontidae, Synanceiidae, Xenisthmidae. Unter ihnen befinden sich:
- Gobioclinus filamentosus (Springer, 1960)
- Pholidichthys anguis Springer & Larson, 1985
- Rhizoprionodon oligolinx Springer, 1964 – Grauer Scharfnasenhai

## Dedikationsnamen
- Springeratus Shen, 1971
- Springerichthys Shen, 1994
- Alabes springeri Hutchins, 2006
- Biwia springeri (Bănărescu & Nalbant, 1973)
- Cirripectes springeri Williams, 1988
- Chrysiptera springeri (Allen & Lubbock), 1976

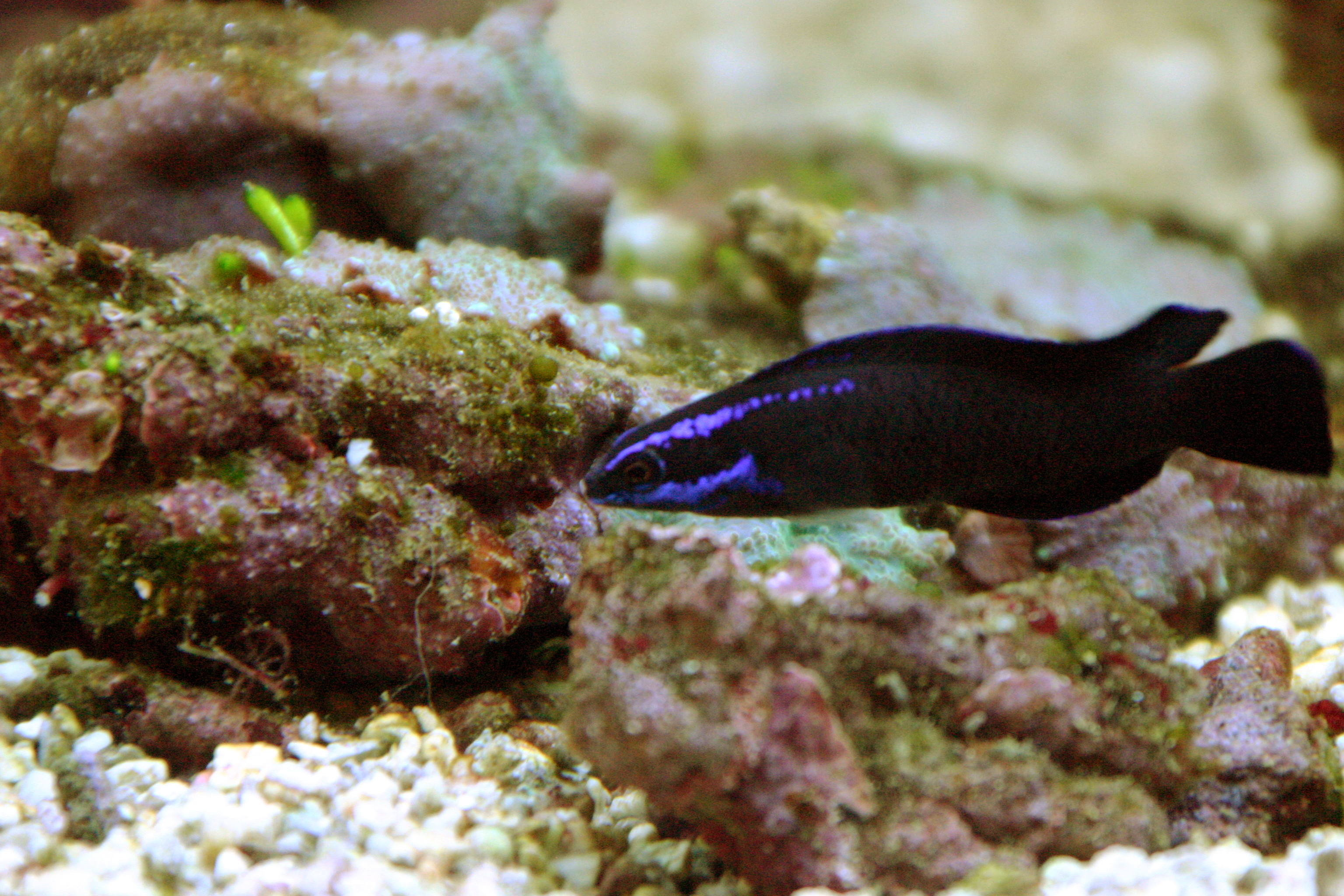
Springers Zwergbarsch (Cynotilapia axelrodi) im Aquarium

- Coralliozetus springeri Stephens, Hobson & Johnson, 1966
- Diancistrus springeri Schwarzhans, Møller & Nielsen, 2005
- Ecsenius springeri Allen, Erdmann & Liu, 2019
- Eviota springeri Greenfield & Jewett, 2012
- Gobiopsis springeri Lachner & McKinney, 1979
- Helcogramma springeri Hansen, 1986
- Hypleurochilus springeri Randall, 1966
- Lepadichthys springeri Briggs, 2001
- Norfolkia springeri Clark, 1980 syn. Norfolkia brachylepis (Schultz, 1960)
- Paragunnellichthys springeri Dawson, 1970
- Paraxenisthmus springeri Gill & Hoese, 1993
- Petroscirtes springeri Smith-Vaniz, 1976
- Pseudamiops springeri Gon & Bogorodsky, 2013
- Pseudochromis springeri Lubbock, 1975
- Pteropsaron springeri Smith & Johnson, 2007
- Scartella springeri Bauchot, 1967
- Starksia springeri Castillo & Baldwin, 2011
- Synchiropus springeri Fricke, 1983
- Thysanophrys springeri Knapp, 2013

## Veröffentlichungen (chronologische Auswahl)
- Lawrence B. Isham, Walton F. G. Smith und Victor G. Springer: Marine borer attack in relation to conditions of illumination. In: Bulletin of Marine Science of the Gulf and Caribbean. Band 1, 1951, S. 43–63.
- Clark L. Hubbs und Victor G. Springer: The taxonomic position of Gobioclinus gobio and Ctenichthys interrupta, two names for blennioid fishes. In: Bulletin of Marine Science of the Gulf and Caribbean. Band 4, 1954, S. 346–350.

- Victor G. Springer und Kenneth D. Woodburn: An ecological study of the fishes of the Tampa Bay area. In: Professional Papers Series. Florida State Board of Conservation Marine Laboratory. Band 1, 1960, S. 1–104.

- Victor G. Springer und Andrew J. McErlean: Spawning Seasons and growth of the Code Goby, Gobiosoma robustum (Pisces: Gobiidae), in the Tampa Bay area. In: Tulane Studies in Zoology. Band 9, 1961, S. 78–85.

- Victor G. Springer: A revision of the carcharhinid shark genera Scoliodon, Loxodon, and Rhizoprionodon. In: Proceedings of the United States National Museum. Band 115, 1964, S. 559–632.

- Victor G. Springer: Revision of the circumtropical shorefish genus Entomacrodus (Blenniidae: Salariinae). In: Proceedings of the United States National Museum. Band 122, 1967, S. 1–150.

- Victor G. Springer und William Smith-Vaniz: Mimetic relationships involving fishes of the family Blenniidae. In: Smithsonian Contributions to Zoology. Band 112, 1972, S. 1–29.

- Victor G. Springer und Thomas H. Fraser: Synonymy of the fish familes Cheilobranchidae (= Alabetidae) and Gobiesocidae, with descriptions of two new species of Alabes. In: Smithsonian Contributions to Zoology. Band 234, 1976, S. 1–23.

- Victor G. Springer: Pacific Plate biogeography, with special reference to shorefishes. In: Smithsonian Contributions to Zoology. Band 367, 1982, S. 1–182.

- Victor G. Springer und Maynard S. Raasch: Fishes, angling, and finfish fisheries on stamps of the world. Hrsg.: American Topical Association. Handbook 129, 1995, S. 1–110.

- Victor G. Springer und G. David Johnson: Study of the dorsal gill-arch musculature of teleostome fishes, with special reference to the Actinopterygii. Appendix: Phylogenetic analysis of 147 families of acanthomorph fishes based primarily on dorsal gill-arch muscles and skeleton. In: Bulletin of he Biological Society of Washington. Band 11, 2004, S. 1–263.